# ဝ
Cette page contient des caractères spéciaux ou non latins. S’ils s’affichent mal (▯, ?, etc.), consultez la page d’aide Unicode.
ဝ, appelé wa lone et transcrit w, est une consonne de l’écriture birmane utilisée en ancien birman, en birman et ses dialectes (intha (en), tavoyan (en)), du rakhine, de l’écriture du môn (langue), du karen s'gaw, du pwo de l’Ouest, du pwo de l’Est, du pa’o, du kayah, de l’asho chin (en), du shan, du khamti, de l’aiton, du phake, du tai laing, du palaung shwe, du palaung palé, du palaung rumai. Elle n’est pas à confondre avec le zéro ‹ ၀ ›.

## Représentations informatiques
Ses Unicode sont :
| formes | représentations | chaînes de caractères | points de code | descriptions                               |
| ------ | --------------- | --------------------- | -------------- | ------------------------------------------ |
| pleine | ဝ               | ဝ                     | U+101D         | lettre birmane wa                          |
| morte  | ဝ်               | ဝ◌်                    | U+101D U+103A  | lettre birmane wa, diacritique birman asat |